# Lista de viagens primo-ministeriais de Matteo Renzi
Esta é uma lista de viagens diplomáticas primo-ministeriais realizadas por Matteo Renzi, o 56º Primeiro-ministro da Itália desde sua posse em 22 de fevereiro de 2014 até sua renúncia em 12 de dezembro de 2016.

## Viagens por país

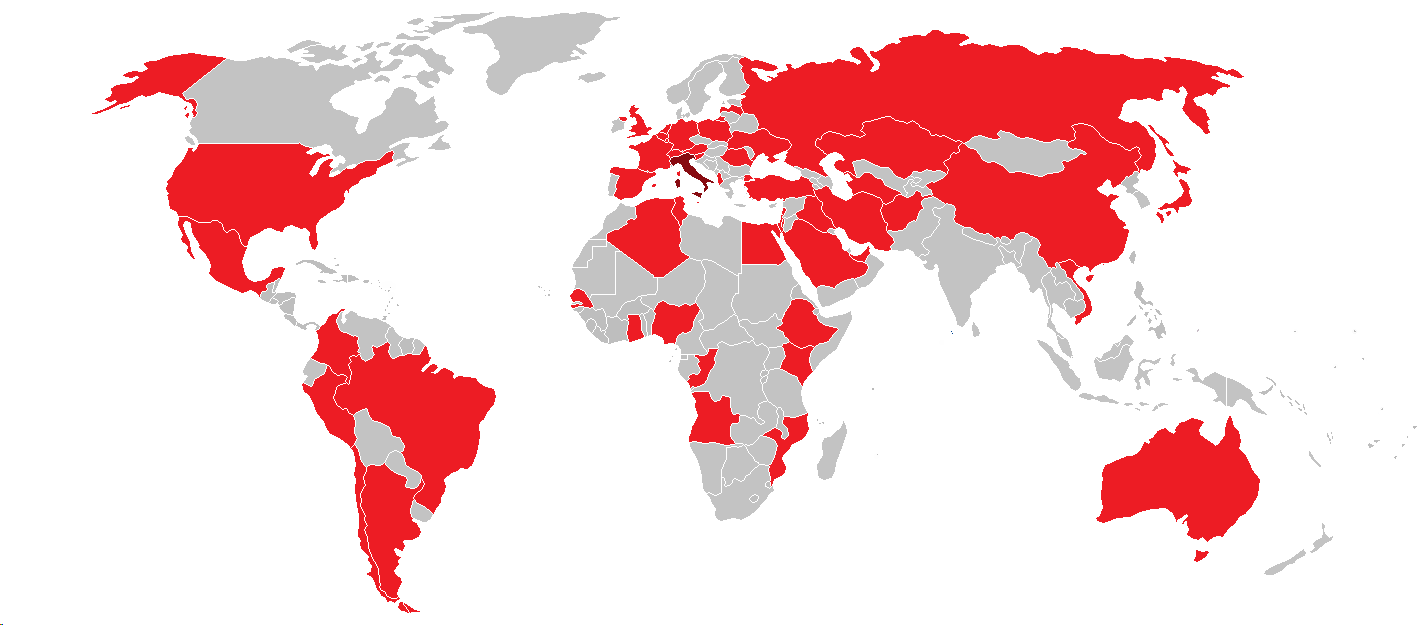
Países visitados por Matteo Renzi como Primeiro-ministro (2014-2016).

| Número de visitas | País |
| ----------------- | --- |
| 1 visita          | Afeganistão, Albânia, Angola, Arábia Saudita, Argélia, Argentina, Austrália, Áustria, Brasil, Cazaquistão, Chile, Colômbia, Cuba, Curdistão, Emirados Árabes Unidos, Espanha, Etiópia, Gana, Irã, Iraque, Israel, Letônia, Líbano, Luxemburgo, Malta, México, Moçambique, Nigéria, Países Baixos, Palestina, Peru, Quênia, República do Congo, Romênia, Senegal, Suíça, Turcomenistão, Ucrânia e Vietnã. |
| 2 visitas         | Bélgica, China, Egito, Japão, Polônia, Rússia, Tunísia e Turquia. |
| 3 visitas         | Reino Unido |
| 4 visitas         | Alemanha e França |
| 7 visitas         | Estados Unidos |

## 2014
| País               | Cidade/Região | Período           | Anfitrião                 | Detalhes |
| ------------------ | ------------- | ----------------- | ------------------------- | --- |
| Tunísia            | Túnis         | 4 de março        | Moncef Marzouki           | A viagem de Estado à Tunísia foi a primeira viagem internacional de Matteo Renzi como chefe de governo italiano. Renzi optou pelo país africano como seu primeiro destino internacional em reforço à sua política diplomática voltada às relações com o continente. Em Túnis, Renzi reuniu-se com o Presidente Moncef Marzouki e o Primeiro-ministro Mehdi Jomaa. |
| França             | Paris         | 15 de março       | François Hollande         | Em sua primeira visita oficial a um país-membro da União Europeia, Renzi foi recebido pelo Presidente François Hollande no Palácio do Eliseu. |
| Alemanha           | Berlim        | 17 de março       | Angela Merkel             | Em visita a Berlim, Renzi reuniu-se com a Chanceler Angela Merkel para discutir a situação da Crise da Crimeia. |
| Reino Unido        | Londres       | 1 de abril        | David Cameron             | Renzi reuniu-se em Londres com o Primeiro-ministro britânico David Cameron, o Líder do Partido Trabalhista Ed Miliband e o Prefeito de Londres Boris Johnson. |
| Bélgica            | Bruxelas      | 4-5 de junho      | Mark Rutte                | Renzi participou da 40ª reunião de cúpula do G7, a primeira cimeira do bloco sem a participação da Rússia. Os principais temas debatidos entre os líderes presentes foram a Crise Ucraniana e a crise financeira europeia. |
| Vietname           | Hanoi         | 9-10 de junho     | Trương Tấn Sang           | Em sua primeira viagem oficial ao continente asiático, Renzi foi recebido pelo Presidente Trương Tấn Sang e o Primeiro-ministro Nguyễn Tấn Dũng. O chefe de governo italiano também teve reuniões com Nguyễn Phú Trọng, Secretário-geral do Partido Comunista Vietnamita. A viagem marcou um fato histórico, já que Renzi foi o primeiro primeiro-ministro italiano a visitir o Vietnã desde 1973, quando ambos os países estabeleceram relações formais. |
| China              | Pequim        | 10-12 de junho    | Xi Jinping                | Em Pequim, Renzi foi recebido pelo Presidente Xi Jinping para reuniões de negócios. O líder chinês parabenizou-o pelas "importantes reformas" implementadas desde sua posse e afirmou que a China daria continuidade a cooperação entre os dois países. |
| Cazaquistão        | Astana        | 12 de junho       | Nursultan Nazarbayev      | Em Astana, Renzi reuniu-se com o Presidente Nursultan Nazarbayev para discutir a retirada das tropas italianas do Afeganistão. |
| Bélgica            | Ypres         | 26 de junho       | Mark Rutte                | Renzi visitou Ypres em comemoração ao centenário da Primeira Guerra Mundial. |
| Moçambique         | Maputo        | 19 de julho       | Armando Guebuza           | Como início a sua viagem pelo continente africano, Renzi visitou Moçambique e reuniu-se com o Presidente Armanda Guebuza. Ambos os líderes assinaram acordos econômicos ampliando o volume de investimentos italianos na companhia petrolífera Eni. |
| República do Congo | Brazavile     | 20 de julho       | Denis Sassou Nguesso      | Em visita a República do Congo, Renzi firmou diversos pactos econômicos visando maiores investimentos na indústria petrolífera do país. |
| Angola             | Luanda        | 20 de julho       | José Eduardo dos Santos   | Renzi reuniu-se com o Presidente angolano José Eduardo dos Santos no encerramento de seu giro de viagens pela África. |
| Egito              | Cairo         | 2 de agosto       | Abdel el-Sisi             | Renzi reuniu-se com o Presidente egípcio Abdel Fattah el-Sisi no Cairo. Ambos os líderes discutiram uma variedade de assuntos externos, como o conflito israelo-palestino e a situação da Faixa de Gaza. O primeiro-ministro italiano afirmou que apoiaria a mediação proposta pelo governo egípcio, bem como a tentativa de um cessar-fogo. |
| Iraque             | Bagdá         | 20 de agosto      | Fuad Masum                | Renzi reuniu-se com Fuad Masum, o Primeiro-ministro Haider al-Abadi e seu antecessor Nouri al-Maliki para discutir sobre a insurgência do Estado Islâmico. |
| Curdistão          | Arbil         | 20 de agosto      | Mas'ud Barzani            | Na capital Erbil, Renzi foi recebido pelo Presidente Mas'ud Barzani e o Primeiro-ministro Nechervan Barzani para debater a situação política da região. |
| Reino Unido        | Newport       | 4-5 de setembro   | David Cameron             | Renzi participou da Cimeira da OTAN em Newport. |
| Estados Unidos     | Nova Iorque   | 21-26 de setembro | Ban Ki-moon               | Em 22 de setembro, Renzi visitou o Vale do Silício, onde reuniu-se com imigrantes italianos criadores de startups nos Estados Unidos. A delegação italiana também visitou as sedes do Twitter, Google (o Googleplex) e da Yahoo!, onde foi recebida pelos respectivos dirigentes para conversações sobre desenvolvimento e inclusão digital. No dia seguinte, Renzi discursou às Nações Unidas na sede da organização em Nova Iorque, focando temas como a mudança climática. Após a cimeira, reuniu-se com o ex-Presidente Bill Clinton e a Secretária de Estado Hillary Clinton, sendo também recepcionado em jantar oficial pelo Presidente Barack Obama. |
| Reino Unido        | Londres       | 2 de outubro      | David Cameron             | Em Londres, Renzi reuniu-se com o Primeiro-ministro britânico David Cameron. |
| Roménia            | Bucareste     | 13 de novembro    | Victor Ponta              | Renzi viajou a Bucareste para reuniões com seu homólogo romeno Victor Ponta. |
| Austrália          | Brisbane      | 15-16 de novembro | Tony Abbott               | Renzi compareceu à 9.ª reunião de cúpula do G20 na cidade australiana de Brisbane. |
| Turquemenistão     | Ashgabat      | 18 de novembro    | Gurbanguly Berdimuhamedow | |
| Áustria            | Viena         | 24 de novembro    | Werner Faymann            | Renzi reuniu-se com o Primeiro-ministro austríaco Werner Faymann em Viena. |
| Argélia            | Algiers       | 2 de dezembro     | Abdelaziz Bouteflika      | Renzi foi recebido pelo Presidente argelino Abdelaziz Bouteflika e o Primeiro-ministro Abdelmalek Sellal. Com os dois líderes, o primeiro-ministro italiano discutiu a crise na Líbia, imigração no Norte da África e também as exportações de combustível argelino em detrimento do russo após as tensões do país com a União Europeia. |
| Turquia            | Istambul      | 11 de dezembro    | Recep Tayyip Erdoğan      | Em 11 de dezembro, Renzi viajou a Ancara para um segundo encontro com Erdoğan, durante o qual expressou seu apoio à adesão turca à União Europeia. No mesmo dia, reuniu-se com se homólogo turco Ahmet Davutoğlu. |
| Vaticano           | Vaticano      | 15 de dezembro    | Papa Francisco            | Renzi reuniu-se com o Papa Francisco no Palácio Apostólico, onde debateram questões como a situação econômica e social da Itália e o papel dos jovens na sociedade contemporânea. O encontro, que durou cerca de 30 minutos, teve também a participação de Georg Gänswein, Prefeito da Casa Pontifícia. |
| Albânia            | Tirana        | 30 de dezembro    | Bujar Nishani             | Renzi foi recebido em Tirana pelo Primeiro-ministro Edi Rama e o Presidente Bujar Nishani. |

## 2015
| País                   | Cidade/Região      | Período           | Anfitrião                   | Detalhes |
| ---------------------- | ------------------ | ----------------- | --------------------------- | --- |
| Emirados Árabes Unidos | Abu Dhabi          | 8 de janeiro      | Khalifa bin Zayed al Nahyan | Em sua primeira viagem oficial do ano de 2016, Renzi reuniu-se com o Príncipe-herdeiro Mohammed bin Zayed al Nahyan para discutir questões regionais e econômicas, como os acordos Alitalia-Etihad. Os líderes debateram ainda cooperação mútua em área de comércio, energia e indústria aeroespacial. |
| França                 | Paris              | 11 de janeiro     | François Hollande           | Renzi participou ao lado de mais de 40 líderes estrangeiros e milhões de populares da Marcha pela República organizada pelo governo francês em resposta ao Massacre do Charlie Hebdo. |
| Suíça                  | Davos              | 21 de janeiro     |                             | Renzi participou do Fórum Econômico Mundial de 2015. |
| França                 | Paris              | 24 de fevereiro   | François Hollande           | Renzi reuniu-se com representantes do governo francês para discussão de temas regionais. |
| Ucrânia                | Kiev               | 4 de março        | Petro Poroshenko            | Renzi viajou a Kiev para discutir a situação da guerra em Donbass. Durante a coletiva de imprensa, o primeiro-ministro italiano afirmou "continuar trabalhando para implementar os Acordos de Minsk e devolver a paz e o respeito ao povo ucraniano".                                                  |
| Rússia                 | Moscou             | 5 de março        | Vladimir Putin              | Renzi reuniu-se com o presidente russo Vladimir Putin e o Primeiro-ministro Dmitry Medvedev no Kremlin para discutir questões de interesse mútuo, como a crise ucraniana e o avanço do Estado Islâmico sobre o Oriente Médio. Putin garantiu apoio russo no caso de uma intervenção militar na Líbia.  |
| Egito                  | Sharm el-Sheik     | 13 de março       | Abdel el-Sisi               | Renzi participou da Conferência de Desenvolvimento Econômico do Egito. |
| Tunísia                | Túnis              | 29 de março       | Béji Caïd Essebsi           | Renzi participou de marcha organizada pelo governo tunisiano após o Ataque ao Museu Nacional do Bardo. |
| Malta                  | Valletta           | 8 de abril        | Joseph Muscat               | Em Valletta, Renzi discutiu sobre a imigração ilegal na região do Mediterrâneo. |
| Estados Unidos         | Washington, D.C.   | 16-17 de abril    | Barack Obama                | Em sua viagem oficial aos Estados Unidos, Renzi foi recebido pelo presidente Barack Obama na Casa Branca. Os líderes debateram diversas questões, como a situação política da Ucrânia e as operações do Estado Islâmico na Líbia.                                                                      |
| Alemanha               | Schloss Elmau      | 7-8 de junho      | Angela Merkel               | Renzi participou da 41.ª reunião de cúpula do G7. |
| Alemanha               | Berlim             | 1 de julho        | Angela Merkel               | Em visita a Berlim, Renzi e Merkel discutiram a crise financeira grega e o referendo grego de 2015. |
| Etiópia                | Addis Abeba        | 14 de julho       | Mulatu Teshome              | |
| Quênia                 | Nairóbi            | 15 de julho       | Uhuru Kenyatta              | |
| Israel                 | Tel Aviv Jerusalém | 21-22 de julho    | Benjamin Netanyahu          | Em visita oficial a Israel, Renzi foi recebido pelo Primeiro-ministro Benjamin Netanyahu e discursou perante o Knesset. |
| Palestina              | Ramallah           | 22 de julho       | Mahmoud Abbas               | |
| Japão                  | Tóquio Quioto      | 2-4 de agosto     | Akihito                     | Em visita oficial ao Japão, Renzi reuniu-se com o Primeiro-ministro Shinzō Abe e foi recebido com honras pelo Imperador Akihito no Palácio Imperial de Tóquio. |
| Estados Unidos         | Nova Iorque        | 26-29 de setembro | Ban Ki-moon                 | Renzi participou da 70ª Sessão da Assembleia Geral das Nações Unidas. Em seu discurso, enfatizou o apoio italiano para "resolução política" da Guerra Civil Síria, assim como tratamento de mudanças climáticas.                                                                                       |
| Chile                  | Santiago           | 23-24 de outubro  | Michelle Bachelet           | Renzi reuniu-se com a Presidente chilena Michelle Bachelet no Palácio de La Moneda, inaugurando diversos projetos de energia renovável promovidos pela Enel. Posteriormente, discursou na Universidade do Chile.                                                                                       |
| Peru                   | Lima Machu Picchu  | 25-26 de outubro  | Ollanta Humala              | Em visita oficial ao Peru, Renzi visitou a histórica cidade de Machu Picchu acompanhado do Primeiro-ministro Pedro Cateriano. No dia seguinte, seguiu para Lima, onde foi recebido pelo presidente Ollanta Humala.                                                                                     |
| Colômbia               | Bogotá             | 27 de outubro     | Juan Manuel Santos          | |
| Cuba                   | Havana             | 28 de outubro     | Raúl Castro                 | Renzi tornou-se o primeiro primeiro-ministro italiano a visitar Cuba. Em Havana foi recebido pelo Presidente Raúl Castro, sendo também o primeiro líder do G7 a visitar o país após a normalização das relações com os Estados Unidos.                                                                 |
| Turquia                | Antália            | 15-16 de novembro | Recep Tayyip Erdogan        | |
| França                 | Paris              | 25 de novembro    | François Hollande           | |
| Líbano                 | Shama              | 22 de dezembro    |                             | |

## 2016
| País           | Cidade/Região                              | Período                | Anfitrião               | Detalhes |
| -------------- | ------------------------------------------ | ---------------------- | ----------------------- | --- |
| Alemanha       | Berlim                                     | 29 de janeiro          | Angela Merkel           | Renzi e Merkel reuniram-se em Berlim para discutir termas de interesse regional, como imigração e crise econômica. |
| Nigéria        | Abuja                                      | 1 de fevereiro         | Muhammadu Buhari        | Em Abuja, Renzi reuniu-se com o Presidente nigeriano Muhammadu Buhari para assinatura de acordos de cooperação entre as forças policiais das duas nações. Os líderes também discutiram soluções para o terrorismo e a crise imigratória europeia. |
| Gana           | Acra                                       | 2 de fevereiro         | John Dramani Mahama     | Renzi foi recebido pelo Presidente John Dramani Mahama e discursou perante o Parlamento do país. |
| Senegal        | Dacar                                      | 3 de fevereiro         | Macky Sall              | Renzi reuniu-se com o Presidente Macky Sall e o Primeiro-ministro Mohammed Dionne. Em seguida, discursou para alunos na Universidade Cheikh Anta Diop. |
| Países Baixos  | A Haia                                     | 5 de fevereiro         | Mark Rutte              | Em sua primeira visita aos Países Baixos, Renzi foi recebido pelo homólogo Mark Rutte para discutir a crise econômica e imigratória. |
| Argentina      | Buenos Aires                               | 15-16 de fevereiro     | Mauricio Macri          | Renzi tornou-se o primeiro líder estrangeiro a visitar oficialmente a Argentina após a vitória de Mauricio Macri nas eleições presidenciais de 2015. |
| Espanha        | Tarragona                                  | 21 de março            | Mariano Rajoy           | Renzi visitou Tarragona, onde um acidente de ônibus vitimou várias crianças italianas. |
| Estados Unidos | Stillwater Chicago Boston Washington, D.C. | 29 de março-1 de abril | Barack Obama            | Renzi visitou uma fábrica da Enel em Nevada e Fermilab em Ilinnois. Posteriormente, a delegação italiana visitou a Universidade Harvard e as instalações da IBM Research em Nova Iorque. No encerramento da viagem, Renzi compareceu a Cimeira de Segurança Nuclear em Washington, D.C. |
| Irão           | Teerã                                      | 12-13 de abril         | Hassan Rouhani          | Renzi foi o primeiro líder ocidental a visitar o Irã após a assinatura do Plano de Ação Conjunto Global. O primeiro-ministro italiano reuniu-se com o Líder Supremo Ali Khamenei em Teerã. |
| México         | Cidade do México                           | 20 de abril            | Enrique Peña Nieto      | Na Cidade do México, Renzi foi recebido com honras pelo Presidente Enrique Peña Nieto, que reforçou os laços diplomáticos entre os dois países. Em seguida, o primeiro-ministro italiano discursou no Instituto Tecnológico Autónomo de México. |
| Estados Unidos | Nova Iorque                                | 21-22 de abril         | Ban Ki-moon             | Renzi participou da cerimônia de assinatura do Acordo de Paris na Sede da Organização das Nações Unidas em Nova Iorque. Paralelamente, reuniu-se com o ex-Presidente Bill Clinton e conversou por telefone com a então candidata presidencial Hillary Clinton. |
| Japão          | Shima                                      | 26-27 de maio          | Shinzo Abe              | Renzi viajou ao Japão para participar da 42.ª reunião de cúpula do G7. |
| Suíça          | Rynächt Pollegio                           | 1 de junho             | Johann Schneider-Ammann | Renzi compareceu à cerimônia de inauguração do Túnel de base de São Gotardo juntamente com outros líderes europeus. |
| Rússia         | São Petersburgo                            | 17 de junho            | Vladimir Putin          | |
| Polónia        | Varsóvia                                   | 8-9 de julho           |                         | |
| Brasil         | Rio de Janeiro São Paulo                   | 3-6 de agosto          | Michel Temer            | Renzi viajou ao Brasil para assistir a Cerimônia de abertura dos Jogos Olímpicos de Verão de 2016 no Estádio do Maracanã. Antes, uniu-se a outros líderes internacionais em banquete oferecido pelo Presidente interino Michel Temer no Palácio do Itamaraty, também no Rio de Janeiro. Em São Paulo, o primeiro-ministro italiano reuniu-se com membros da comunidade italiana.                             |
| China          | Hangzhou                                   | 4-6 de setembro        | Xi Jinping              | Renzi participou da 11.ª reunião de cúpula do G20. |
| Estados Unidos | Nova Iorque                                | 18-20 de setembro      | Ban Ki-moon             | Renzi participou da 71ª Sessão da Assembleia Geral das Nações Unidas na sede da organização em Nova Iorque. Além disto, reuniu-se também com o ex-presidente Bill Clinton na sede da Fundação Clinton. Na terça-feira, palestrou na sede do Council on Foreign Relations e recebeu das maõs do Secretário de Estado John Kerry o Prêmio Global Citizen.                                                      |
| Estados Unidos | Washington, D.C.                           | 17-19 de outubro       | Barack Obama            | Em sua última visita diplomática como Primeiro-ministro, Renzi foi recebido com honras por Barack Obama para um jantar de Estado na Casa Branca. O primeiro-ministro italiano e sua esposa, Agnese Landini, foram recepcionados também no Edifício Harry S. Truman, sede do Departamento de Estado dos Estados Unidos. Na quarta-feira, último dia de viagem, Renzi discursou na Universidade Johns Hopkins. |

## Eventos multilaterais
| ONU AG                                    | 23-24 de setembro, Nova Iorque | 27-28 de setembro, Nova Iorque | 19-20 de setembro, Nova Iorque |  |
| G8                                        | 4-5 de junho, Bruxelas         | 7-8 de junho, Baviera          | 26-27 de maio, Shima           |  |
| G20                                       | 15-16 de novembro, Brisbane    | 15-16 de novembro, Antáliab    | 4-5 de setembro, Hangzhou      |  |
| OTAN                                      | 4-5 de setembro, Newport       |                                | 8-9 de julho, Varsóvia         |  |
| ASEM                                      | 16-17 de outubro, Milão        |                                | 15-16 de julho, Ulan Batorc    |  |
| UE-CELAC                                  |                                | 10 de junho, Bruxelas          |                                |  |
| Não compareceu Não houve edição do evento |                                |                                |                                |  |